# Dexia fulvifera
Dexia fulvifera (zwana również Calotheresia bivittata, Calotheresia formosensis, Calotheresia sumatrensis, Dexia fuscicostalis lub Eomyoceropsis sumatrensis) – gatunek muchówki z rodzaju Dexia należący do rodziny rączycowatych. Występuje na terenie Chin i Rosji.